# 戴维营
戴维营（英語：Camp David），正式名称：瑟蒙特海军支援設施（The Naval Support Facility Thurmont），是美国总统的专属休假地，位于美国马里兰州弗雷德里克县凯托克廷山公园内，距華盛頓特區113公里，占地125英亩（0.5平方公里），若搭乘直升機從白宮出發，只需要30分鐘。
大衛營興建於1938年，最早是美國政府官員的休假地，1942年起成為患有小兒麻痺症的美國總統小羅斯福的專用療養所以及總統官邸。由於大衛營遮蔽在茂密的森林之中，根據1933年英國作家詹姆斯·希爾頓的小說《消失的地平線》，取名「香格里拉」。
1953年，艾森豪總統改名為「大衛營」，大衛是艾森豪父親以及孫子的名字。有一段期間改名为“三號營地”，1960年又恢复為大衛營。大衛營仿渡假村模式，主要建筑有山杨屋、桦木屋、月季屋和山茱萸屋，皆以木屋打造，别具田园风格，娱乐设施一应俱全。山杨屋是總統寓所，內設有电梯，可直接通向地下30公尺的战时指挥室。

## 著名事件
戴维营经常作为美国总统与其他国家领导人之间正式或非正式的会谈地点。
- 1943年5月，美國總統富兰克林·德拉诺·罗斯福與英國首相邱吉爾在大衛營进行會談[7]。
- 1959年9月25日至27日，苏联部长会议主席赫鲁晓夫与美国总统艾森豪在戴维营进行了为期3天的非正式会谈。
- 1978年，在美国总统吉米·卡特的积极斡旋下，埃及总统萨达特与以色列总理贝京签署了《戴维营协议》，兩人於該年因此而同获诺贝尔和平奖[7]。
- 罗纳德·里根是最常出現在此的美國總統，他曾於1984年與英國首相玛格利特·撒切尔在此會面[8]。
- 2000年，美国总统比爾·克林顿、巴勒斯坦解放组织主席阿拉法特和以色列总理巴拉克在该处举行会谈，确定了试图解决巴以冲突的中东和平进程的基本框架。
- 2001年6月，美國總統喬治·沃克·布希與日本首相小泉純一郎面談。
- 2003年，美國總統喬治·沃克·布希與俄羅斯總统弗拉基米尔·弗拉基米罗维奇·普京會面。
- 2007年，美國總統喬治·沃克·布希與英國首相戈登·布朗會面[9]。
- 2012年，美國總統巴拉克·歐巴馬與八國集團在大衛營舉行首腦會議[10]。
- 2023年，美国、日本和韩国在戴维营舉辦峰会。[11]

## 圖集

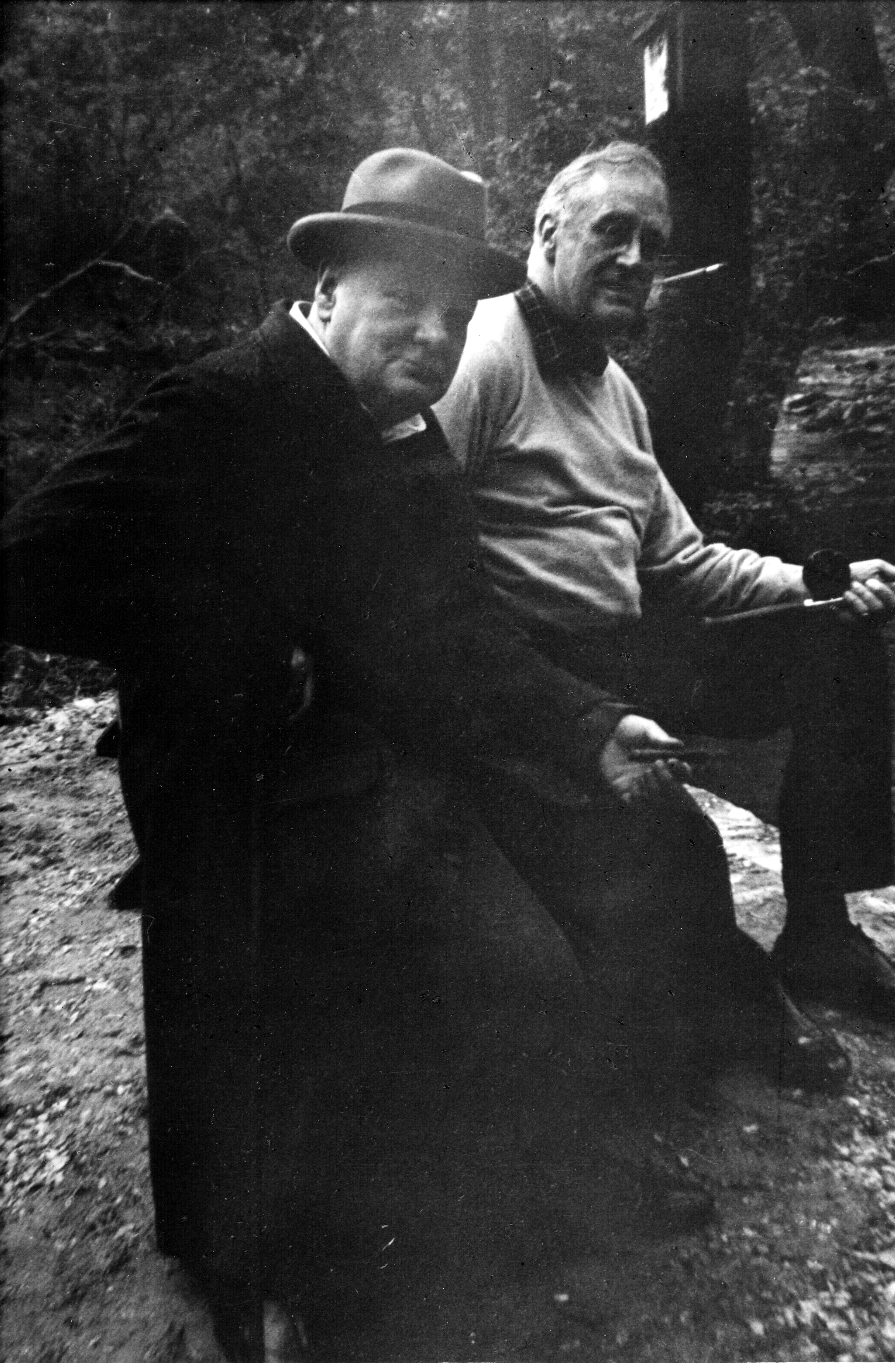
羅斯褔總統和邱吉爾首相在1943年5月香格里拉舉行會議。
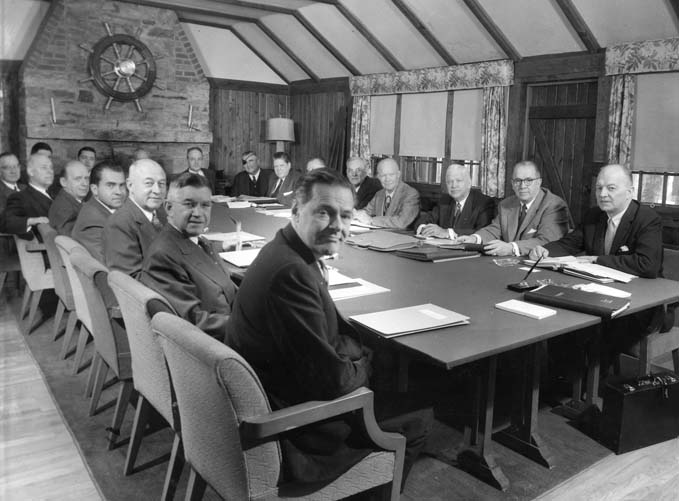
艾森豪總統1955年在大衛營召開國家安全會議
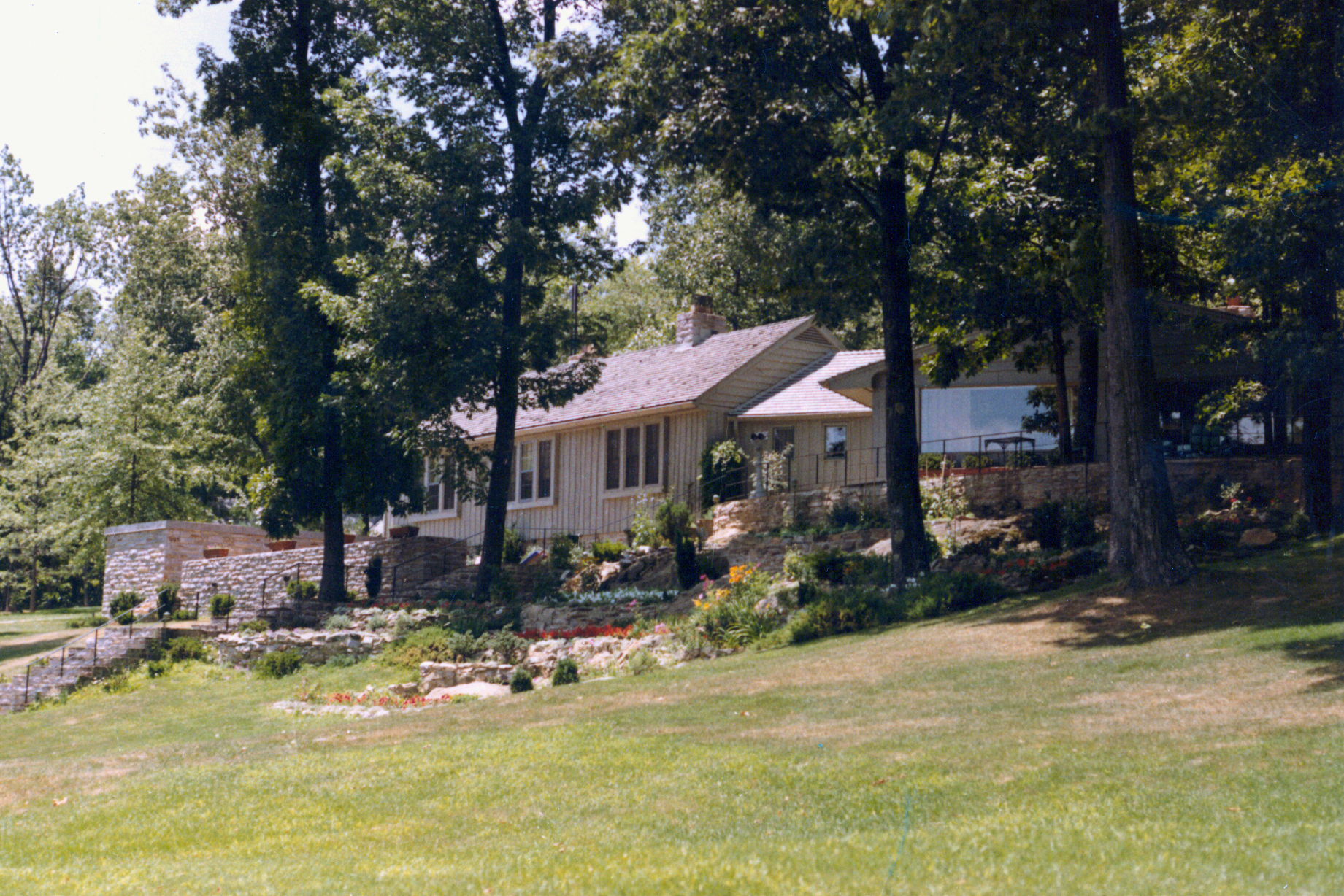
Main Lodge1959年艾森豪政府時期
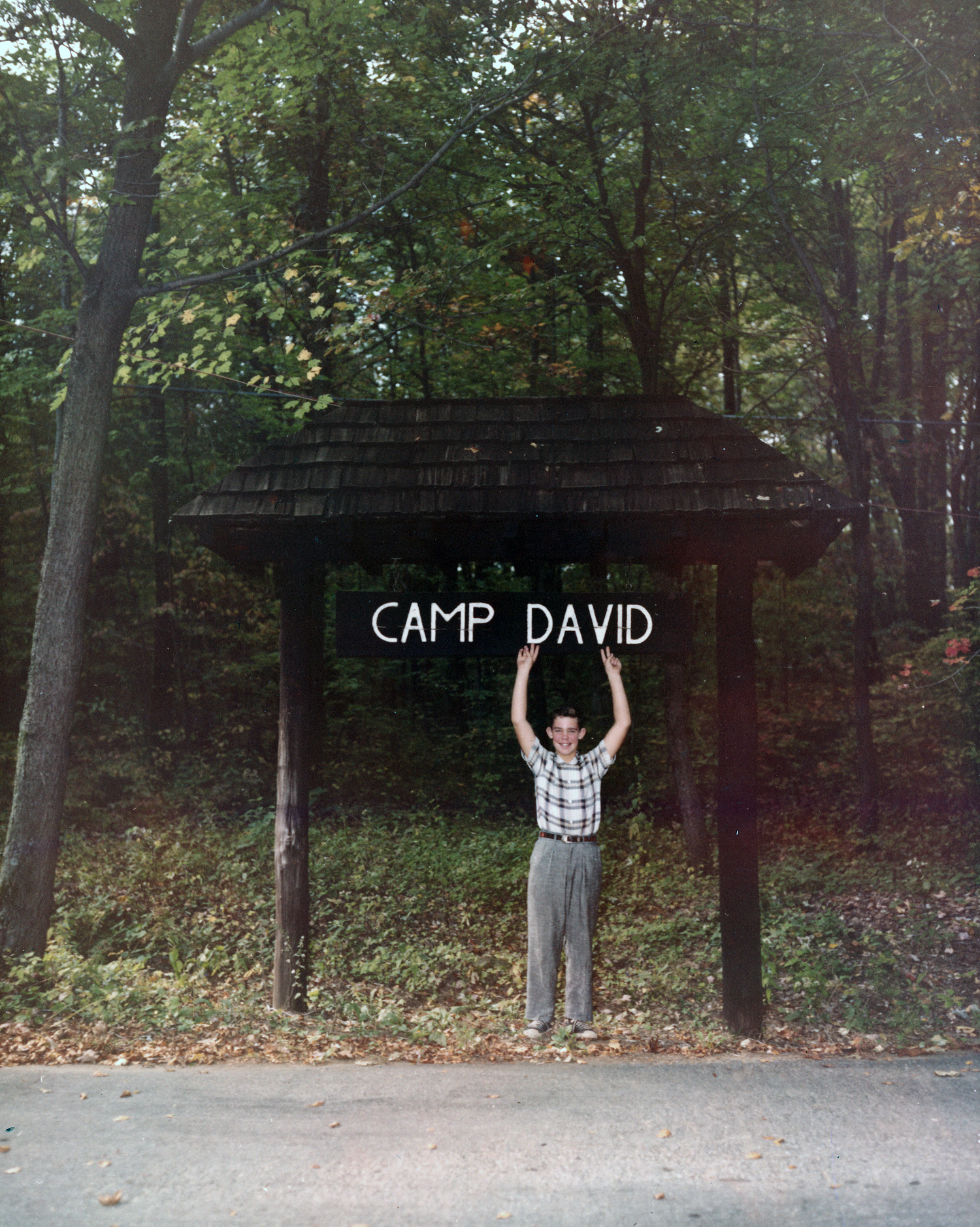
戴维·艾森豪 (12歲)，德懷特·艾森豪的孫子，1960年。
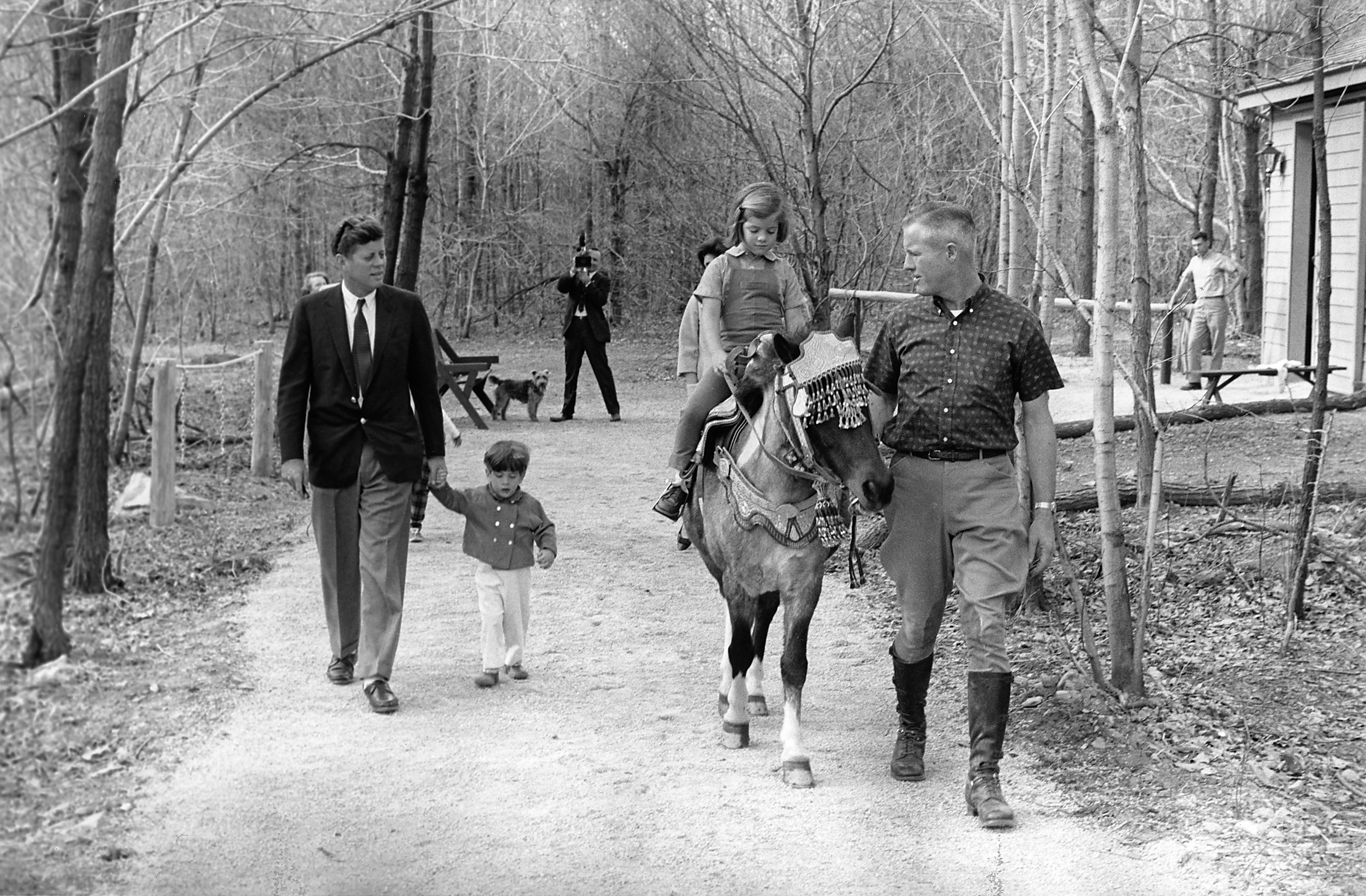
甘迺迪總統、小甘迺迪及卡蘿琳·甘迺迪
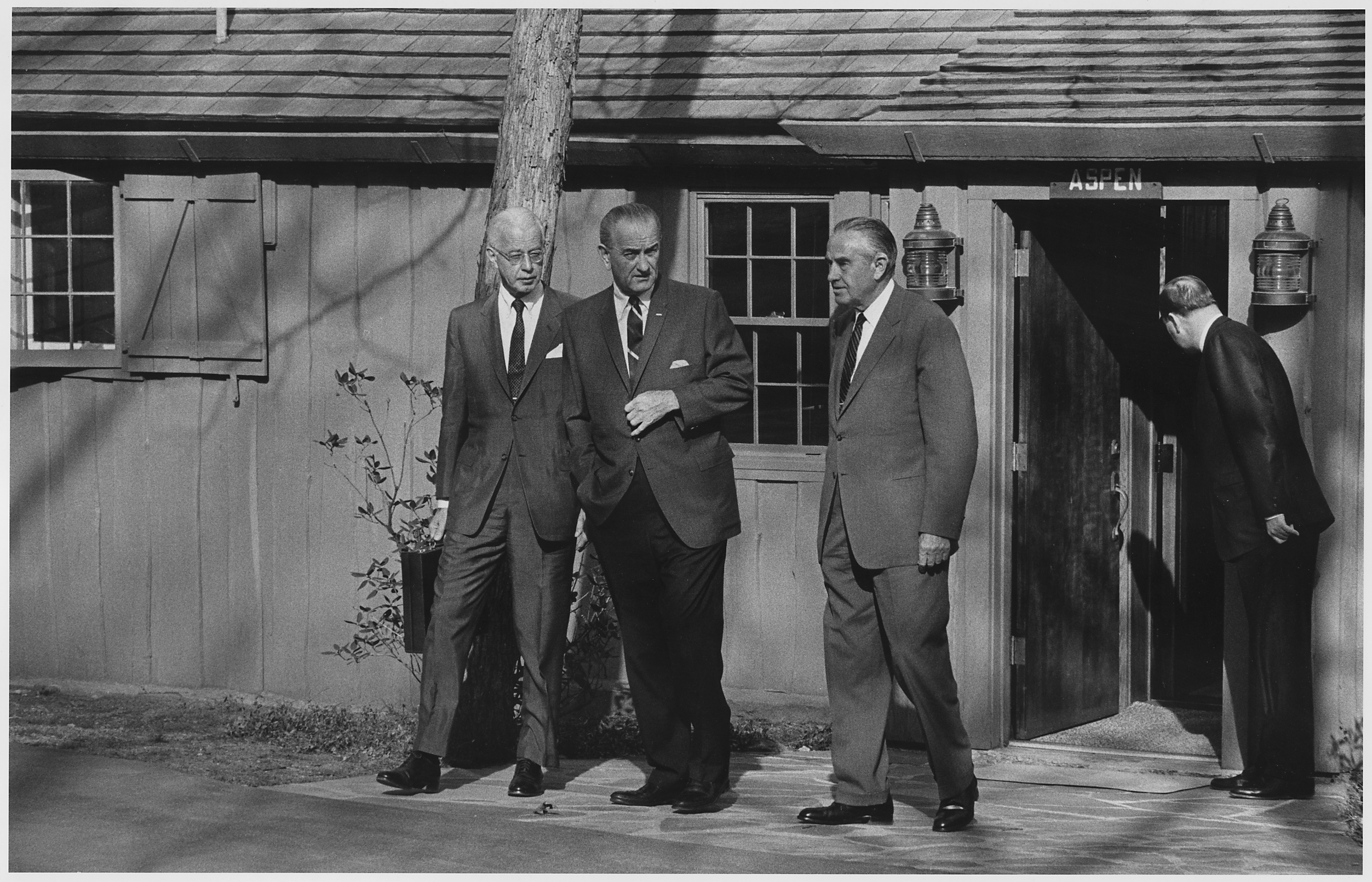
1968年4月9日詹森總統
尼克森總統夫婦
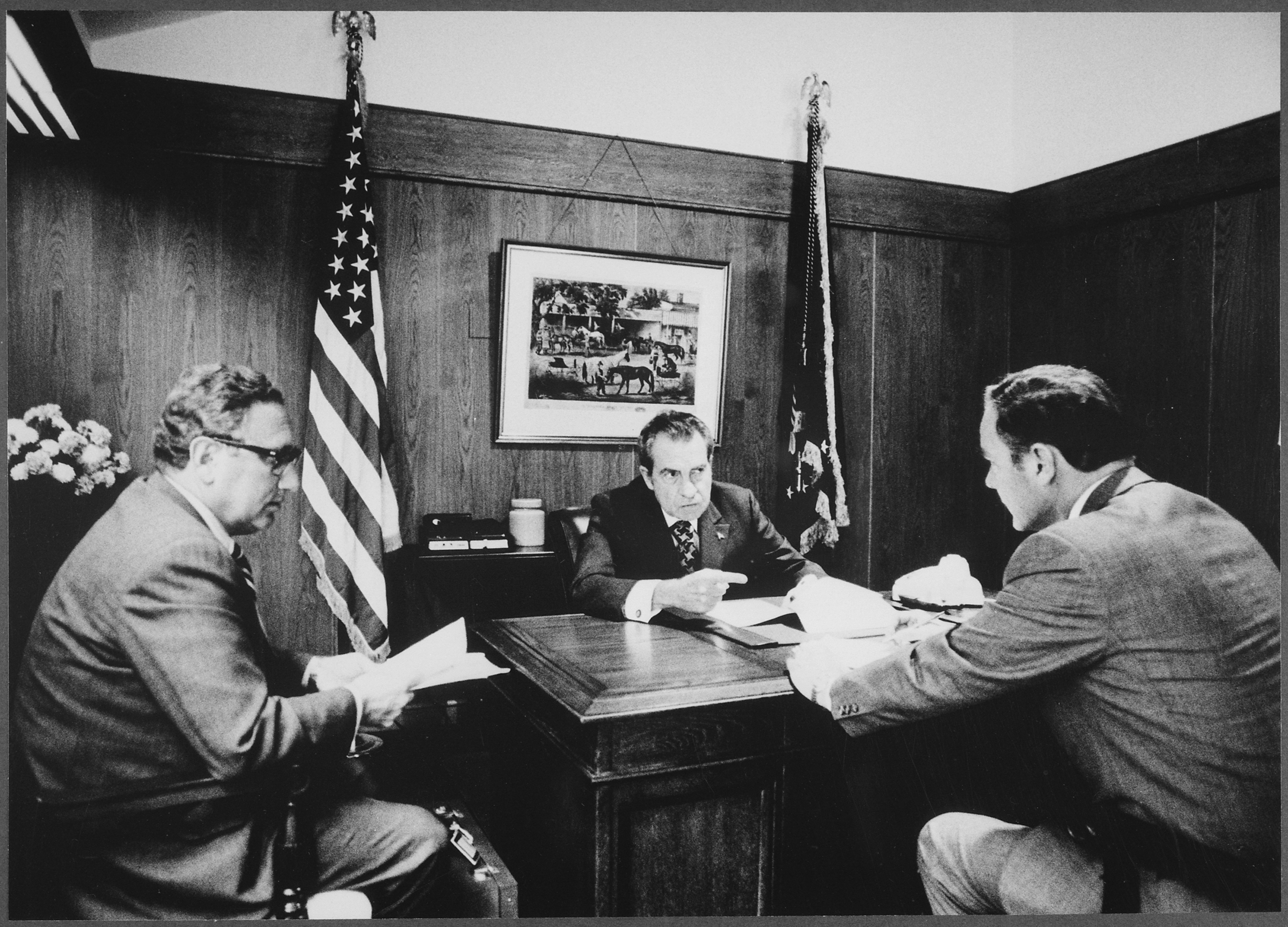
尼克森總統與國家安全事務助理基辛格·海格召開越戰解決會議
尼克森在大衛營，當時正值水門事件
褔特總統夫婦與其女兒及狗隻在大衛營
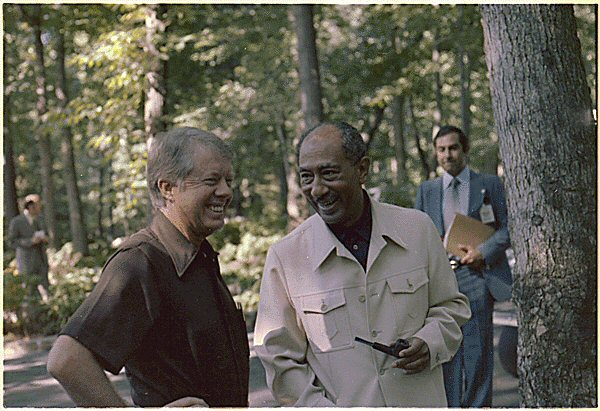
1978年卡特總統與埃及總統沙達特在大衛營
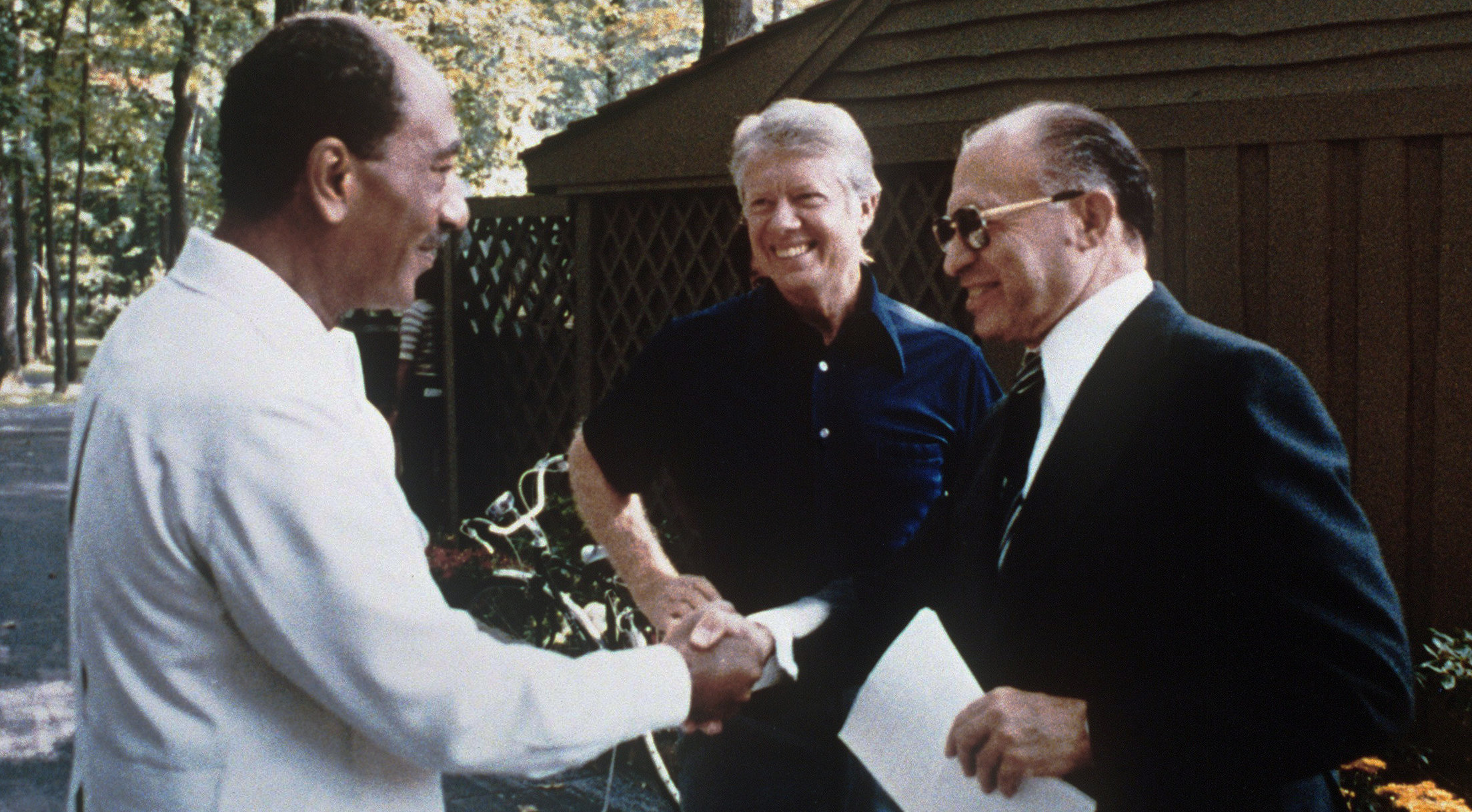
1978年卡特總統與以色列總理貝京、埃及總統沙達特在大衛營
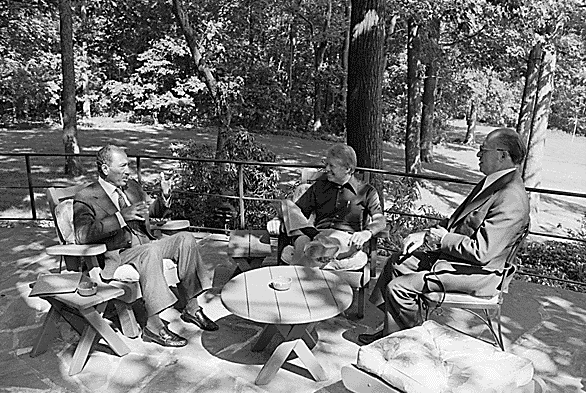
1978年卡特總統與以色列總理貝京、埃及總統沙達特在大衛營
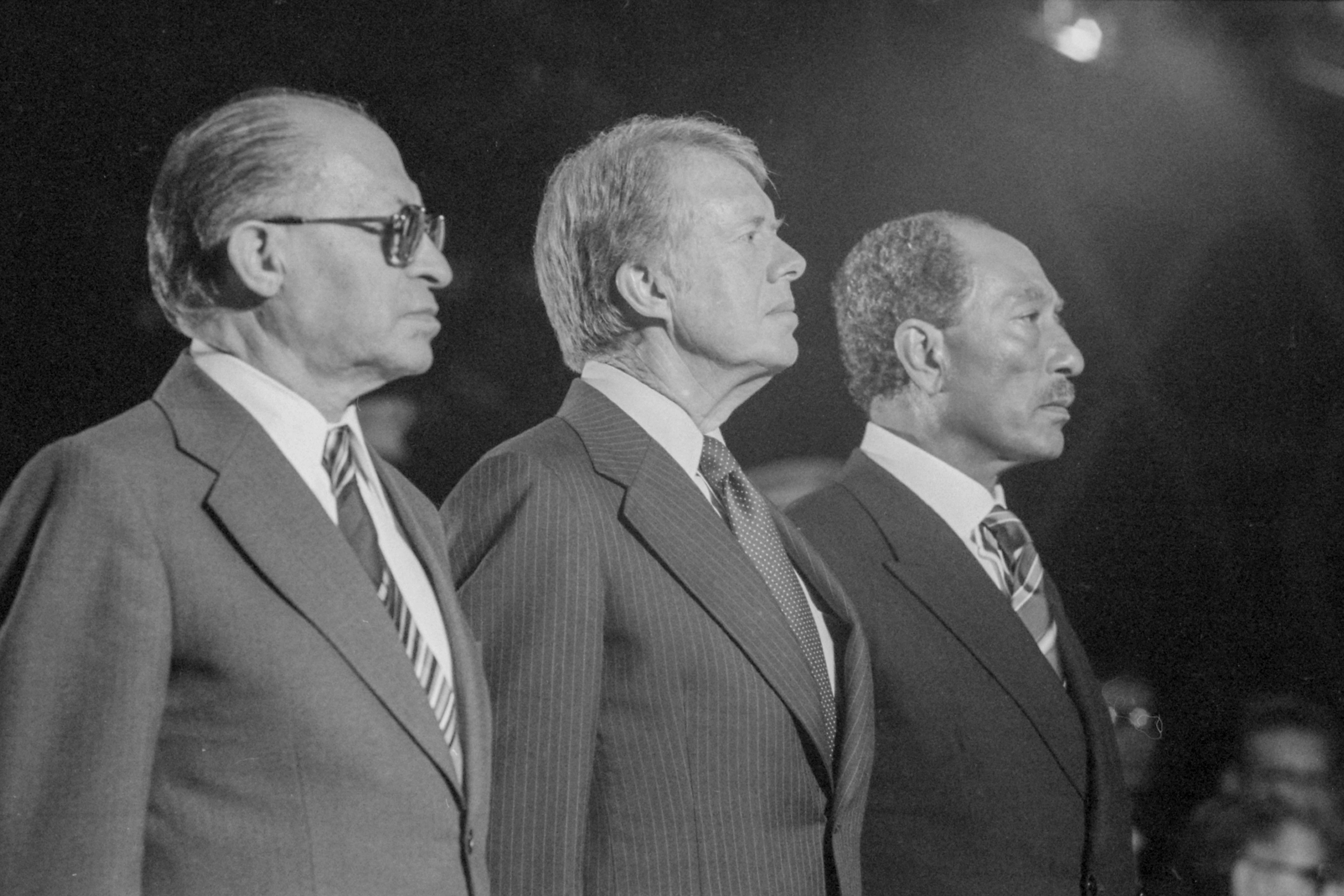
1978年9月7日卡特總統與以色列總理貝京、埃及總統沙達特在大衛營
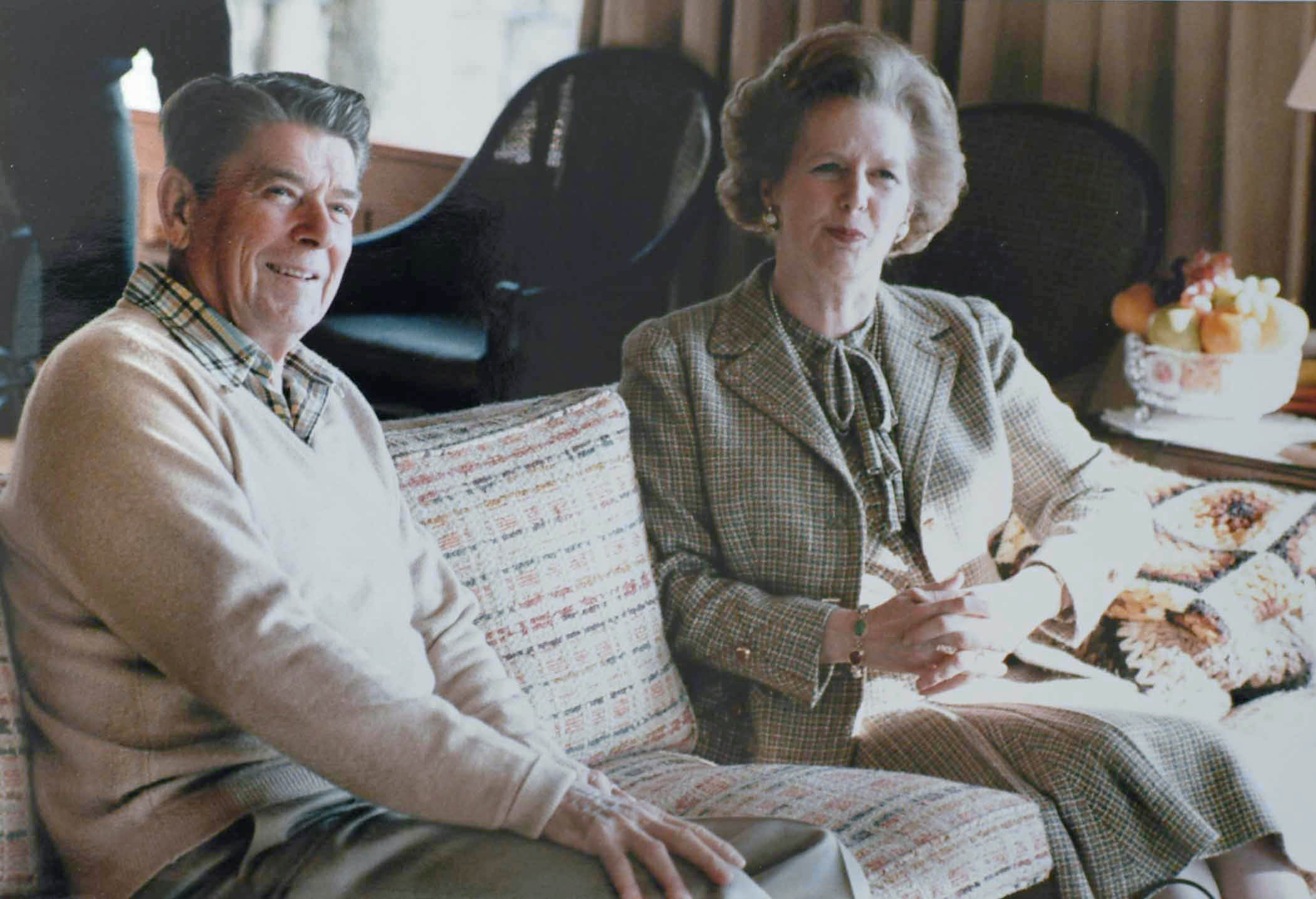
1984年雷根總統與戴卓爾夫人。
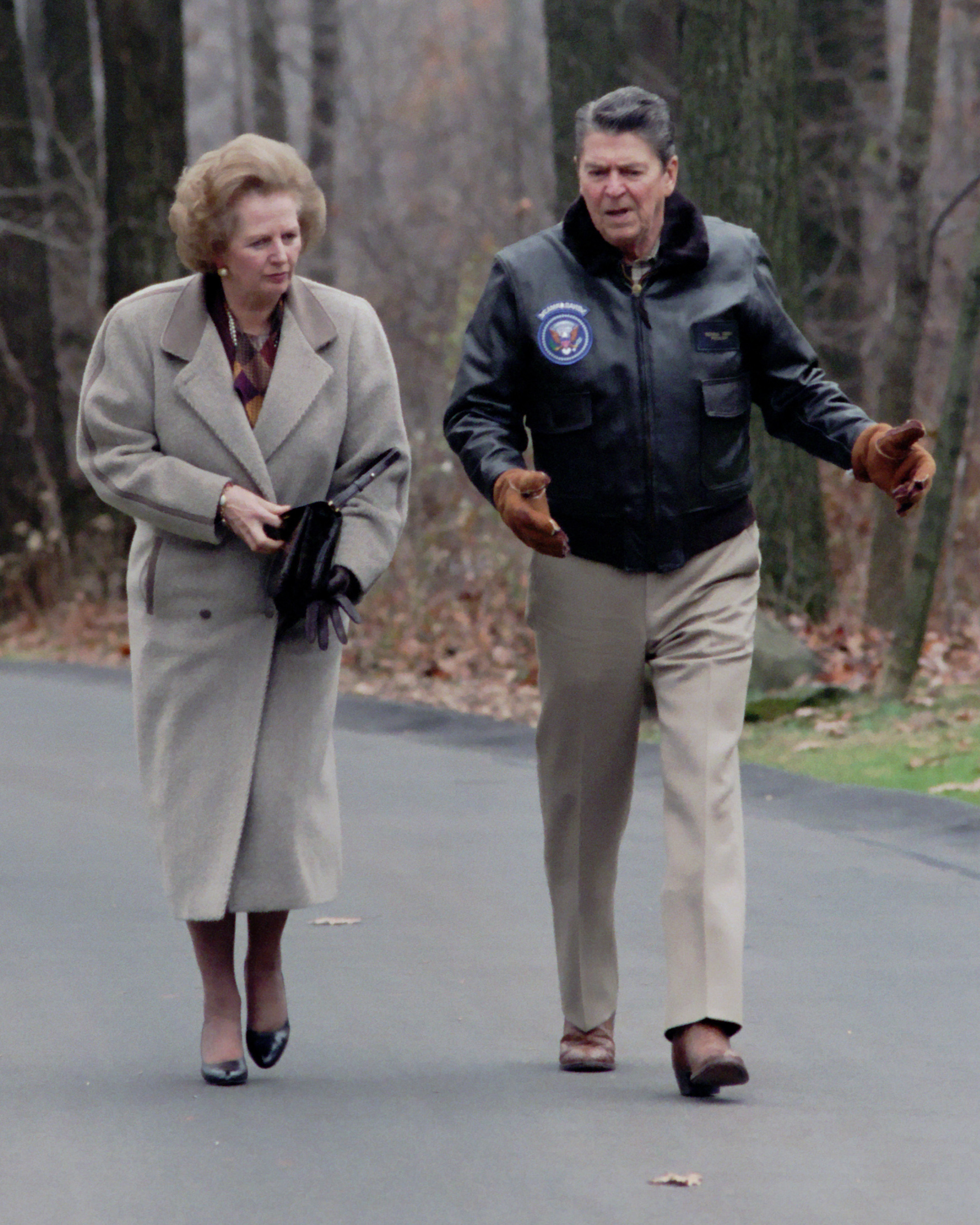
1986年英國首相玛格利特·撒切尔與罗纳德·里根在大衛營散步。
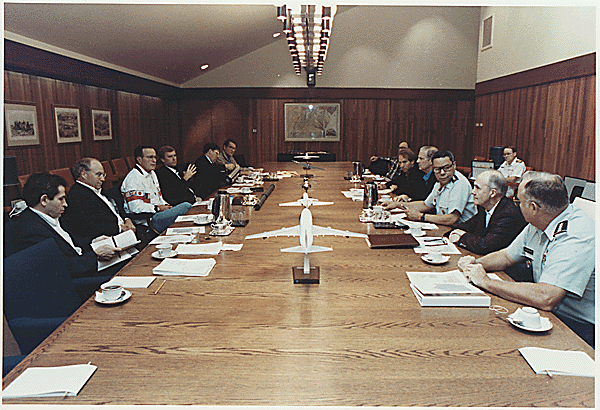
老布什1990年8月4日在與國家安全事務顧問，在大衛營舉行會議。
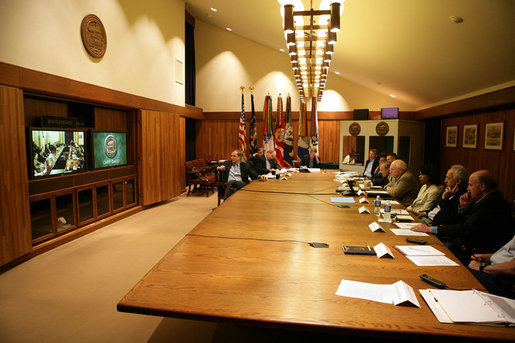
柯林頓總統與以色列總理巴拉克、巴勒斯坦自治政府主席阿拉法特在大衛營舉行和談。
- 小布什總統與切尼副總統在大衛營討論伊拉克問題
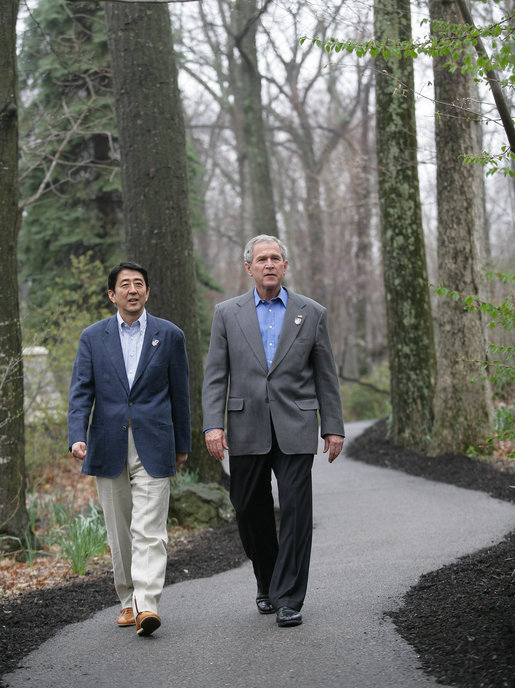
日本首相安倍晉三與小布什總統在2007年4月27日大衛營舉行會議
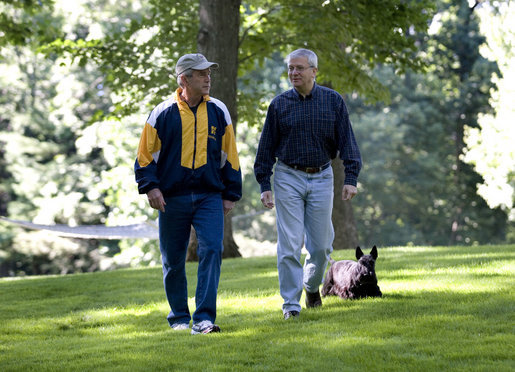
2007年7月21日小布什與幕僚及狗隻在大衛營交談
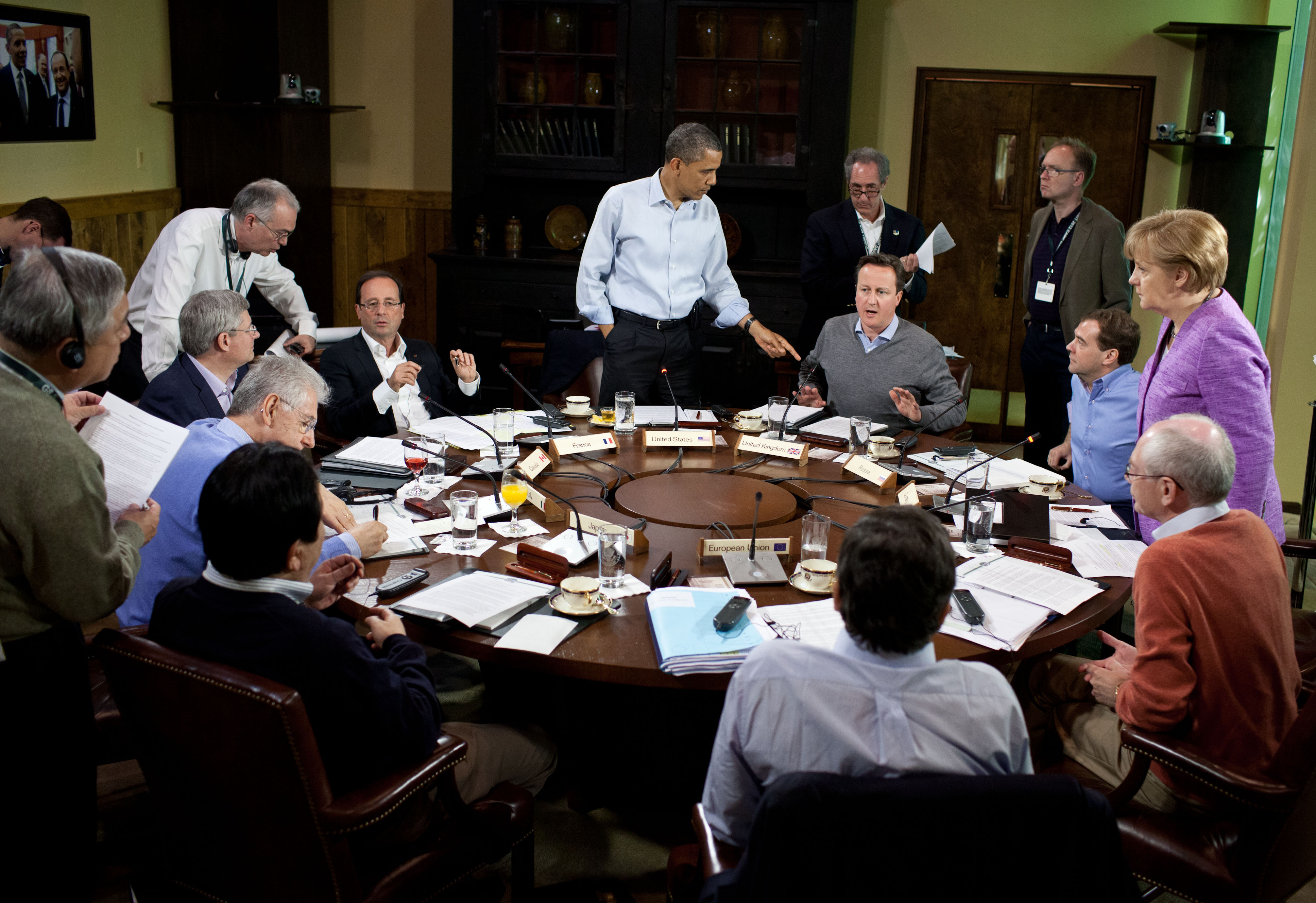
2012年5月19日舉行的G8會議
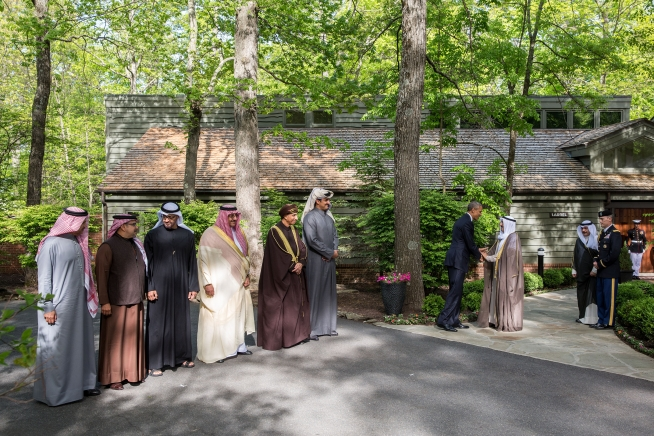
歐巴馬總統在大衛營與科威特埃米爾2015年5月14日舉行會談

## 外部連結
- 官方网站 from White House page
- Camp David （页面存档备份，存于） from the Federation of American Scientists
- Digital documents regarding Camp David, Dwight D. Eisenhower Presidential Library （页面存档备份，存于）